# 奥兰治亲王弗雷德里克·亨德里克
弗雷德里克·亨德里克（荷蘭語：Friderik Hendrik，1584年1月29日—1647年3月14日），尼德兰政治家和军事统帅，联省共和国執政（1625年4月25日~1647年3月14日在位）。他的封号包括奧蘭治親王和拿骚伯爵。

## 執政生涯
弗雷德里克·亨德里克是奥兰治亲王沉默者威廉之幼子，母親是法國胡格諾派貴族路薏絲·德·科利尼（1555-1620年），她是法國1570年代初的新教權臣——科利尼之女（科利尼死於1572年的聖巴托羅繆大屠殺）。
弗雷德里克·亨德里克的年轻时代，在兄长联省執政拿騷的毛里茨的军队里接受军事训练。他像对待父亲一样尊敬这位兄长。1625年沒有合法子嗣的莫里斯去世后，弗雷德里克·亨德里克繼承奧蘭治親王，並出任包括荷兰省、乌得勒支省、西蘭省、奥费赖塞尔省和格尔德恩省的联省共和国執政（相当于继承了莫里斯的职务）。在其统治后期，格罗宁根与德伦特两省也加入了这个行列（1640年）。
他擁有兄長毛里茨所缺乏的智慧與心機，一方面調解兄長遺留的教派對立問題，獲得兩方的一致擁戴而廣收人心；另一方面牢牢掌握共和國的政策，特別是建立與法國的同盟，以便共同征服西屬尼德蘭（南尼德蘭）。

## 三十年戰爭
弗雷德里克·亨德里克具有杰出的军事才能，他在与西班牙的决定性斗争中为尼德兰作出了巨大贡献。他于1625年开始领导全部联省共和国军队，投入三十年戰爭。这支军队先后攻陷了西班牙统治的赫龍洛（1627年）、斯海尔托亨博斯（1629年）、马斯特里赫特（1632年）、布雷达（1637年）、根特（1644年）、胡斯特（1645年）；为了迫使西班牙让步，弗雷德里克·亨德里克于1635年与法国结成同盟。他领导准备与西班牙簽署最后和约的工作。由于弗雷德里克·亨德里克的努力，尼德兰最终实现了与西班牙缔结尼德兰-西班牙和约（1648年1月），結束了八十年戰爭，荷蘭正式獨立（三十年戰爭也在同年結束）。
在弗雷德里克·亨德里克的执政时期，為荷蘭贏得富強地位，尼德兰的国力和影响力达到了顶峰。1628年他派出船長皮特·彼得松·海因（Piet Pieterszoon Hein）捕獲價值數千萬盾的西班牙寶藏船，使得尼德蘭的經濟實力逐漸超越西班牙帝國；1639年，西班牙利用英王查理一世的內部危機（即將爆發英國內戰），使用英國的港口作攻荷基地，組織「第二次無敵艦隊」，進攻荷蘭。結果西班牙艦隊在唐斯戰役中被尼德蘭海軍擊敗，西班牙的日不落帝國開始崩解（1640年葡萄牙因此脫離西班牙獨立）。可以說1639年後，弗雷德里克·亨德里克和盟友法王路易十三並駕齊驅，成為歐洲最強大富有的國家領袖；他也和法國首相黎塞留，並列為全歐最有權力的兩位政治家。

## 提升家族地位
弗雷德里克·亨德里克在国内企图仿效其他欧洲国家的君主专制制度，这尤其表现在他于1631年通過继承法案，使联省共和国的執政一职由奧蘭治家族世袭。
他也利用英王查理一世的內部危機，在1641年安排幼子威廉與查理一世之女瑪麗長公主聯姻。這次重要的王朝之間的聯姻將奧蘭治家族的利益與英國王室——首先是斯圖亞特王室，然後是漢諾威王室——緊密地聯繫在一起。奧蘭治家族的地位由於這次聯姻而提高，一大票準王公的貴族侍臣，聚集在腓特烈·亨利的周圍。

## 對立浮現
弗雷德里克·亨德里克雖然擅長與荷蘭省商人協調而未與之衝突，但是在1640年代，荷蘭省的議會派以外力減輕為理由，開始恢復對共和國政策上的主導作用，弗雷德里克·亨德里克逐漸因折衝斡旋而身心疲憊。1647年亨德里克過世，其子威廉二世（1626-1650年）繼為執政後，就與荷蘭省的議會派商人發生激烈衝突。懷恨在心的荷省商人，趁著1650年威廉二世驟逝的良機，取消了五個省的執政之位，廢除1631年的繼承法案，奧蘭治家族一度中衰。後來到了1672年，才因為突發的災難年事件，使亨利的孫子威廉三世重登執政，威廉三世後來更在1688年西征英國，發動光榮革命而成為英王（1689-1702年在位）兼荷蘭執政。

## 家庭
1625年，弗雷德里克·亨德里克與索姆-布劳菲尔斯的阿玛莉亚結婚，兩人（未夭折）的子女共有1子4女：
- 威廉二世（1626年—1650年），1647年繼位為奧蘭治親王，威廉三世的父親
- 路易絲·亨麗埃特（1627年—1667年），布蘭登堡選侯夫人，普魯士國王腓特烈一世的母親
- 阿爾貝汀·阿格妮絲（1634年—1696年），與拿騷-迪茨親王威廉·弗雷德里克結婚，亨德里克·卡西米尔二世之母
- 亨莉埃特·凱薩琳（1637年—1708年），安哈特-迪紹親王妃
- 瑪麗亞（1642年—1688年），普法爾茨-錫門-凱撒勞頓伯爵夫人